# Hattie McDaniel
Hattie McDaniel (ur. 10 czerwca 1895 w Wichicie, zm. 26 października 1952 w Los Angeles) – amerykańska aktorka filmowa i piosenkarka, laureatka Oscara (jako pierwsza Afroamerykanka w historii nagrody) za drugoplanową rolę w filmie Przeminęło z wiatrem (1939).
McDaniel to również profesjonalna muzyczka, aktorka komediowa i teatralna, spikerka radiowa, gwiazda telewizji. Hattie McDaniel była w istocie pierwszą czarnoskórą kobietą, która śpiewała w amerykańskim radiu. W ciągu swojej kariery, McDaniel pojawiła się w ponad 300 filmach, ale jej nazwisko rzadko pojawiało się w napisach końcowych. Prywatnie wyróżniała się hojnością, elegancją i urokiem.
McDaniel posiada dwie gwiazdy w Hollywood Walk of Fame: jedną za jej wkład w rozwój radia, znajdującą się przy 6933 Hollywood Boulevard, a drugą, gwiazdę filmową, znajdującą się przy 1719 Vine Street. W 1975 roku została wpisana na listę Black Filmmakers Hall of Fame, a w 2006 została pierwszym czarnoskórym zdobywcą Oscara, którego podobiznę umieszczono na znaczku pocztowym.

## Życiorys

### Lata wczesne i początek kariery
Hattie McDaniel urodziła się 10 czerwca 1895 w Wichita, w stanie Kansas, jako córka byłych niewolników. Była najmłodszym z trzynaściorga dzieci. Jej ojciec Henry McDaniel walczył w wojnie secesyjnej w 122-im USCT, a jej matka, Susan Holbert, była wokalistką muzyki religijnej. W 1900 roku rodzina przeniosła się do stanu Kolorado, pierwotnie zamieszkując w Fort Collins, a następnie w Denver, gdzie Hattie dorastała i ukończyła Denver East High School. Jej rodzeństwo, podobnie jak ona, pracowało w przemyśle rozrywkowym. Brat Sam McDaniel (1886–1962), był komikiem i aktorem, a siostra Etta McDaniel była aktorką.
Oprócz śpiewania, Hattie zajmowała się pisaniem tekstów, a swoje umiejętności doskonaliła podczas pracy z ojcem w jego autorskim show. Po śmierci jej brata Otisa w 1916 roku, zespół zawiesił działalność, aż do 1920 roku. W okresie od 1920 do 1925, Hattie występowała w Melony Hounds profesora George’a Morrisona w stacji KOA w Denver. W latach 1927–1929 wiele piosenek Hattie grały rozgłośnie Okeh Records oraz Paramount Records w Chicago.
Kiedy na Wall Street nastąpił wielki krach w 1929 roku, McDaniel zatrudniła się jako kelnerka w Madrid Club w Milwaukee. Pomimo niechęci właściciela zaczęła również śpiewać na scenie klubu.
W 1931 roku McDaniel przeprowadziła się do Los Angeles, gdzie mieszkał jej brat Sam, oraz siostry Etta i Orlena. Utrzymywała się jako pomoc domowa lub kucharka. Sam tymczasem pracował nad programem The Optimistic Do-Nut Hour w radiu KNX, do którego zaangażował siostrę. Pojawiła się w audycji jako Hi-Hat Hattie, pokojówka, która zbyt często zapomina „gdzie jej miejsce”. Show stał się niezwykle popularny, ale jej pensja była tak niska, że musiała kontynuować pracę jako służąca.
Jej pierwszym filmem był w The Golden West (1932), gdzie wystąpiła jako służąca. Przez bardzo długi okres grywała epizodyczne role pokojówek lub kucharek. W 1933 roku wystąpiła u boku Mae West w obrazie Nie jestem aniołem.
W 1934 roku McDaniel dołączyła do Gildii Aktorów Filmowych (SAG). Zaczęła przyciągać uwagę i ostatecznie otrzymywała więcej ról filmowych. Studio Fox Film Corporation podpisało z nią umowę na występ w filmie Mały pułkownik (1935), gdzie grała u boku Shirley Temple i Lionela Barrymore’a.

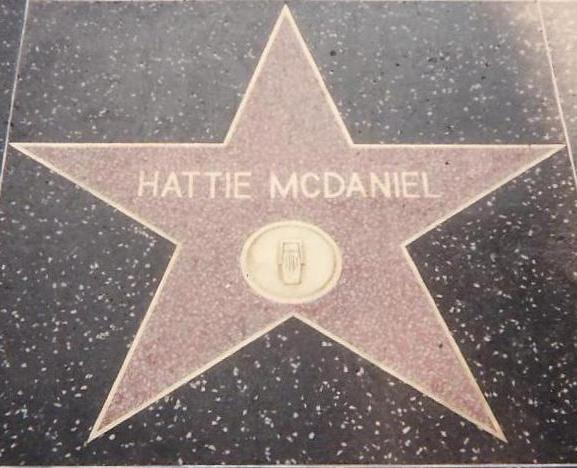
Gwiazda Hattie McDaniel na Hollywood Walk of Fame

Film Sędzia Priest (1934), w reżyserii Johna Forda, był pierwszy obrazem w którym zagrała pierwszoplanową rolę. W filmie wykorzystano jej talent muzyczny, m.in. w duecie z partnerującym jej Willem Rogersem. McDaniel i Rogers zaprzyjaźnili się podczas kręcenia filmu. Następnie McDaniel otrzymała znaczącą rolę niechlujnej pokojówki w filmie Alice Adams, gdzie wystąpiła u boku Katharine Hepburn. Wystąpiła również w filmie Chińskie morza (1935), gdzie wcielała się w pokojówkę Jean Harlow. W filmie wystąpił również Clark Gable.
Po rolach w filmach Statek komediantów, gdzie partnerowała Irene Dunne, oraz Saratoga, gdzie znów spotkała się z Harlow i Gable’em, otrzymała angaż w filmie Żadnych świętości, u boku Carole Lombard i Fredrica Marcha.
Mniej więcej w tym czasie, zaczęła być krytykowana przez członków społeczności Afroamerykanów, za rolę w filmie Mały pułkownik, w którym przedstawiła tęsknotę osób czarnoskórych do powrotu do Starego Południa. Jak na ironię, film z McDaniel Alice Adams, zbojkotowała publiczność ze Starego Południa. McDaniel wcieliła się w postać impertynenckiej, niezależnie myślącej i upartej pokojówki.
McDaniel przyjaźniła się z kilkoma najpopularniejszymi gwiazdami w Hollywood, m.in. z Joan Crawford, Tallulah Bankhead, Bette Davis, Shirley Temple, Henrym Fondą, Ronaldem Reaganem, Olivią de Havilland i Clarkiem Gable’em.

### Przeminęło z wiatrem
Rywalizacja o rolę Mammy w Przeminęło z wiatrem, była niemal tam samo zacięta jak w przypadku obsadzenia roli Scarlett O’Hary. Eleanor Roosevelt napisała list do producenta filmu Davida O. Selznicka, w którym proponowała do roli Mammy, własną służącą Elizabeth McDuffie. Sama McDaniel nie myślała o otrzymaniu roli, gdyż była postrzegana jako aktorka komediowa. To Clark Gable polecił ją do tej roli, a kiedy McDaniel przyszła na przesłuchanie ubrana w strój pokojówki, rolę otrzymała.
Loew's Grand Theatre na Peachtree Street w Atlancie, w stanie Georgia, został wybrany jako miejsce premiery Przeminęło z wiatrem, w piątek, 15 grudnia 1939 roku. Wszyscy czarnoskórzy filmowcy, którzy uczestniczyli w realizacji filmu, nie zostali zaproszeni na premierę obrazu. David O. Selznick, próbował zaprosić Hattie McDaniel, ale studio MGM odradzało mu to, z powodu przepisów segregacyjnych Georgii, które wymagałyby od McDaniel zatrzymanie się tylko w hotelu dla czarnych, jak i zakaz siedzenia obok białych podczas prezentacji filmu. Clark Gable zagroził bojkotem premiery filmu bez McDaniel, ale ta przekonała go do wzięcia udziału w premierze. McDaniel wzięła udział w premierze filmu w Hollywood, która odbyła się 28 grudnia 1939 roku.
Rola prostodusznej Mammy, która wielokrotnie upomina swoją panią, Scarlett O’Harę (Vivien Leigh), i która drwi z Rhetta Butlera (Clark Gable), w wykonaniu McDaniel została w 1940 roku nagrodzona Oscarem dla najlepszej aktorki drugoplanowej. McDaniel stała się pierwszą osobą pochodzenia afrykoamerykańskiego, która otrzymała Oscara. Była też pierwszą w historii, która została nominowana. „Kochałam Mammy” powiedziała McDaniel. „Myślę, że rozumiem ją, ponieważ moja babcia również pracowała na plantacji, innej niż Tara”.

### Dalsza kariera
W 1942 roku wystąpiła w obrazie Takie nasze życie, u boku Bette Davis i w reżyserii Johna Hustona. W filmie wcieliła się w postać matki studenta prawa, który został niesłusznie oskarżony o nieumyślne spowodowanie śmierci. U boku Olivii de Havilland i Errola Flynna wystąpiła w dramacie wojennym Umarli w butach. W dramacie Od kiedy cię nie ma partnerowała Claudette Colbert i Jennifer Jones.
Jej ostatnim filmem była komedia Family Honeymoon. Aktorka była aktywna w radio, gdzie występowała w słuchowisku Belulah. Program był niezwykle popularny, doczekał się też wersji telewizyjnej, w której początkowo grała McDaniel, jednak po tym jak dowiedziała się, że ma raka piersi, zrezygnowała. Zastąpiła ją aktorka Louise Beavers.

### Śmierć

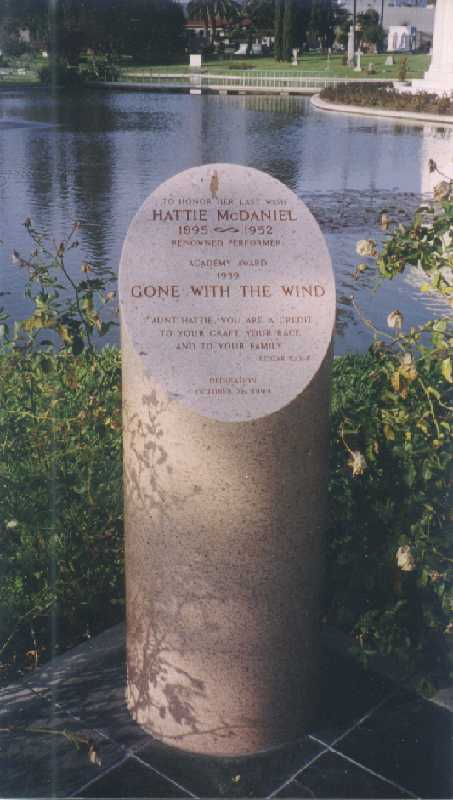
Pomnik upamiętniający aktorkę, znajdujący się w Hollywood Cemetery

McDaniel zmarła w wieku 57 lat, na raka piersi, w szpitalu Motion Picture House w Woodland Hills, w dniu 26 października 1952 roku. Jej życzeniem było spocząć na Hollywood Cemetery na Santa Monica Boulevard w Hollywood. Jednak została pochowana w Angelus-Rosedale Cemetery.
W 1999 roku w Hollywood Cemetery postawiono pomnik, upamiętniający aktorkę.

## Filmografia
Filmy fabularne
- 1932: The Impatient Maiden jako poszkodowana pacjentka (niewymieniona w czołówce)
- 1932: Are You Listening? jako piosenkarka
- 1932: The Washington Masquerade jako pokojówka (niewymieniona w czołówce)
- 1932: The Boiling Point jako Caroline, kucharka Kirka (niewymieniona w czołówce)
- 1932: Crooner jako pokojówka w salonie dam (niewymieniona w czołówce)
- 1932: Blond Venus (Blonde Venus) jako Cora, pokojówka Helen w Nowym Orleanie (niewymieniona w czołówce)
- 1932: The Golden West jako Mammy Lou (niewymieniona w czołówce)
- 1932: Hypnotized jako obsługująca lokal (niewymieniona w czołówce)
- 1933: Hello, Sister! jako kobieta w apartamencie (niewymieniona w czołówce)
- 1933: Nie jestem aniołem (I'm No Angel) jako Służąca Tiry (niewymieniona w czołówce)
- 1933: Goodbye Love jako Edna, pokojówka (niewymieniona w czołówce)
- 1934: Mickey’s Rescue jako pokojówka (niewymieniona w czołówce)
- 1934: Merry Wives of Reno jako pokojówka Bunny (niewymieniona w czołówce)
- 1934: Szpieg nr 13 (Operator 13) jako Annie, kucharka (niewymieniona w czołówce)
- 1934: King Kelly of the U.S.A. jako kupująca (niewymieniona w czołówce)
- 1934: Sędzia Priest (Judge Priest) jako ciotka Dilsey
- 1934: Flirtation (niewymieniona w czołówce)
- 1934: Lost in the Stratosphere jako Ida Johnson
- 1934: Fate's Fathead jako Mandy, pokojówka
- 1934: Babbitt jako Rosalie, pokojówka (niewymieniona w czołówce)
- 1934: Little Men jako Asia (niewymieniona w czołówce)
- 1934: The Chases of Pimple Street jako Hattie, pokojówka Gertrudy (niewymieniona w czołówce)
- 1935: Anniversary Trouble jako Mandy, pokojówka (niewymieniona w czołówce)
- 1935: Okay Toots! jako pokojówka (niewymieniona w czołówce)
- 1935: Mały pułkownik (The Little Colonel) jako Becky ('Mom Beck') Porter
- 1935: Transient Lady jako Służaca (niewymieniona w czołówce)
- 1935: Traveling Saleslady jako Martha Smith (niewymieniona w czołówce)
- 1935: Wig-Wag jako Kucharka (niewymieniona w czołówce)
- 1935: The Four Star Boarder jako Pokojówka (niewymieniona w czołówce)
- 1935: Chińskie morza (China Seas) jako Isabel McCarthy, pokojówka Dolly (niewymieniona w czołówce)
- 1935: Alice Adams jako Malena Burns, służąca serwująca kolację
- 1935: Murder by Television jako Isabella, kucharka
- 1935: Harmony Lane jako Liza, kucharka (niewymieniona w czołówce)
- 1935: Muzyka jest magią (Music Is Magic) jako Amanda
- 1935: Another Face jako Nellie, pokojówka Sheili (niewymieniona w czołówce)
- 1935: We're Only Human jako Molly, pokojówka Martina (niewymieniona w czołówce)
- 1936: Can This Be Dixie? jako Lizzie
- 1936: Next Time We Love jako Hanna (niewymieniona w czołówce)
- 1936: The First Baby jako Dora
- 1936: The Singing Kid jako Pokojówka (niewymieniona w czołówce)
- 1936: Gentle Julia jako Kitty Silvers
- 1936: Arbor Day jako Matka Buckwheata
- 1936: Statek komediantów (Show Boat) jako Queenie
- 1936: The Bride Walks Out jako Mamie, pokojówka Carolyn
- 1936: High Tension jako Hattie
- 1936: Postal Inspector jako Deborah (niewymieniona w czołówce)
- 1936: Star for a Night jako Hattie
- 1936: Valiant Is the Word for Carrie jako Ellen Belle
- 1936: Romantyczna pułapka (Libeled Lady) jako Pokojówka w Grand Plaza Hall (niewymieniona w czołówce)
- 1936: Reunion jako Sadie
- 1937: Mississippi Moods
- 1937: Racing Lady jako Abby
- 1937: Don't Tell the Wife jako Mamie, pokojówka Nancy (niewymieniona w czołówce)
- 1937: The Crime Nobody Saw jako Ambrosia
- 1937: The Wildcatter jako Pearl (niewymieniona w czołówce)
- 1937: Saratoga jako Rosetta
- 1937: Wzgardzona (Stella Dallas) jako Edna, druga pokojówka (niewymieniona w czołówce)
- 1937: Sky Racket jako Jenny
- 1937: Over the Goal jako Hannah
- 1937: Merry Go Round of 1938 jako Pokojówka
- 1937: Żadnych świętości (Nothing Sacred) jako Pani Walker (niewymieniona w czołówce)
- 1937: 45 Fathers jako Beulah
- 1937: Quick Money jako Hattie, pokojówka Tompkinsa (niewymieniona w czołówce)
- 1937: True Confession jako Ella
- 1938: Battle of Broadway jako Agatha
- 1938: Blond niebezpieczeństwo (Vivacious Lady) jako Hattie, pokojówka w Prom Dance (niewymieniona w czołówce)
- 1938: Listy z frontu (The Shopworn Angel) jako Martha
- 1938: Zakochana pani (Carefree) jako Hattie (niewymieniona w czołówce)
- 1938: The Mad Miss Manton jako Hilda
- 1938: Chwila pokusy (The Shining Hour) jako Belvedere
- 1939: Everybody's Baby jako Hattie
- 1939: Zenobia jako Dehlia
- 1939: The Women jako Pokojówka (niewymieniona w czołówce)
- 1939: Przeminęło z wiatrem (Gone with the Wind) jako Mammy, gospodyni w Tarze
- 1940: Maryland jako Ciocia Carrie
- 1941: Wielkie kłamstwo (The Great Lie) jako Violet
- 1941: Affectionately Yours jako Cynthia, kucharka Sue
- 1941: Umarli w butach (They Died with Their Boots On) jako Callie
- 1942: The Male Animal jako Cleota
- 1942: Takie nasze życie (In This Our Life) jako Minerva Clay
- 1942: George Washington spał tutaj (George Washington Slept Here) jako Hester, pokojówka Fullersa
- 1943: Johnny włóczęga (Johnny Come Lately) jako Aida
- 1943: Thank Your Lucky Stars jako Plotkara w 'Ice Cold Katie'
- 1944: Od kiedy cię nie ma (Since You Went Away) jako Fidelia
- 1944: Janie jako April, pokojówka Conwaya
- 1944: Three Is a Family jako Pokojówka
- 1944: Hi, Beautiful jako Millie
- 1946: Janie Gets Married jako April
- 1946: Margie jako Cynthia
- 1946: Nigdy nie mów do widzenia (Never Say Goodbye) jako Cozy
- 1946: Pieśń Południa (Song of the South) jako Ciotka Tempy
- 1947: The Flame jako Celia
- 1948: Mickey jako Bertha
- 1949: Family Honeymoon jako Phyllis
- 1949: The Big Wheel jako Minnie

Seriale telewizyjne
- 1949: The Ed Wynn Show jako Beulah
- 1952: Beulah jako Beulah

## Nagrody
- Nagroda Akademii Filmowej Najlepsza aktorka drugoplanowa: 1940 Przeminęło z wiatrem